# Niels Kuster

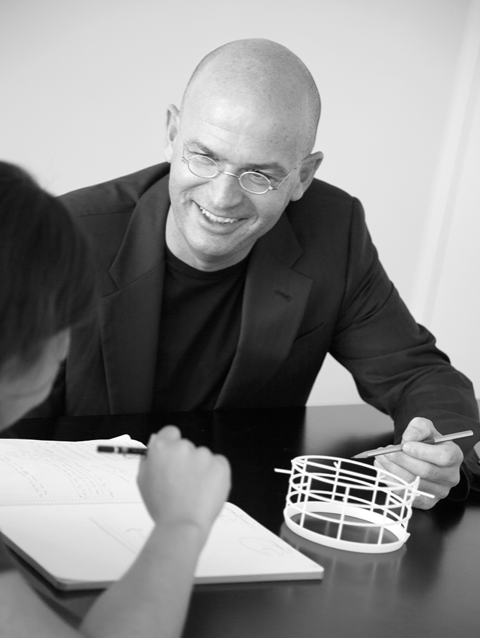
Niels Kuster

Niels Kuster (* 19. Juni 1957 in Olten; heimatberechtigt in Diepoldsau) ist ein Schweizer Elektroingenieur und Hochschullehrer. Seine Forschungsschwerpunkte sind das elektromagnetische Nahfeld, Grundlagen zur Beurteilung/Nutzung der Wechselwirkung von elektromagnetischen Feldern mit Organismen, und physiologische Simulationen als Teil der Biophysik.

## Leben
Kuster wuchs in Olten, Kanton Solothurn, auf. Dort besuchte er die Grund- und Mittelschule, welche er mit der Matura Typ C abschloss. Dann studierte er Elektrotechnik an der ETH Zürich und schloss 1984 mit dem Diplom als Elektroingenieur ab. Es folgten ab 1985 Lehr- und wissenschaftliche Assistententätigkeit sowie Doktorarbeit am Institut für Feldtheorie und Höchstfrequenztechnik (IFH) der ETH Zürich unter der Leitung von Heinrich Baggenstos, bei welchem er 1992 mit der Arbeit Dosimetric assessment of EM sources near biological bodies by computer simulations promovierte. Während seiner Post-Doktorandenzeit am IFH war er 1992 ausserdem am Electromagnetics Laboratory der Firma Motorola Inc in Fort Lauderdale, Florida, tätig. Anschliessend wurde Kuster 1993 Assistenzprofessor im Departement Informationstechnologie und Elektrotechnik der ETH Zürich. Während einer Gastprofessur hielt er 1998 Vorlesungen an der Tokyo Metropolitan University in Japan. 1999 verlagerte er seine Forschungsgruppe in die gemeinnützige Schweizer Stiftung für Forschung über Informationstechnologie in der Gesellschaft (IT’IS), um noch flexibler auf die gesellschaftlichen Forschungsbedürfnisse reagieren zu können. Zwischen 2000 und 2021 ist es ihm gelungen über CHF 100 Mio. an Drittmitteln zu akquirieren. Seit 2001 ist er Titularprofessor der ETH Zürich. Zudem leitet er im Laboratorium für Integrierte Systeme die Forschungsgruppe BioElectromagnetics. Seine Hauptverdienste sind in den Gebieten Mess- und Simulationsverfahren im elektromagnetischen Nahfeld, Sicherheit drahtloser Kommunikation und Magnetresonanztomographie, virtuelle Menschen- und Tiermodelle zur Erforschung anatomieabhängiger Wechselwirkungen und Optimierung von Therapien mittels Simulationen (z. B. In Silico Clinical Trials und Neurostimulation).

## Beteiligung an Start-Up-Unternehmen
Kuster war an der Gründung mehrerer Start-up-Unternehmen beteiligt:
- 1994: Schmid & Partner Engineering AG (SPEAG) zusammen mit Forschungskollegen[10]
- 1999: MaxWave AG, Zürich, Mitbegründer[11]
- 2006: ZMT Zurich MedTech AG mit dem IT’IS-Team im Bereich der Medizinalforschung[12]
- 2011: Thessaloniki Software Solutions S.A. (THESS)[13]
- 2011: BNNSPEAG, ein Gemeinschaftsunternehmen von SPEAG mit der indischen Firma BNN in Indien[14]
- 2011 SCALK, ein Gemeinschaftsunternehmen von SPEAG mit der koreanischen Firma Dymstec[15]
- 2019: TI Solutions AG zur Entwicklung von Geräten zur Neurostimulation durch temporale Interferenz (TI)[16]

## Weitere Tätigkeiten
- Konsulent von Regierungsstellen über die Sicherheit des Mobilfunks[17]
- Mitglied von Fachgesellschaften wie der Bioelectromagnetics Society, der European Society of Hyperthermic Oncology, der Society for Thermal Medicine, der Society for Neuroscience und der Swiss Society for Neuroscience.
- Miteditor der IEEE Transactions on Electromagnetic Compatibility[18]
- Mitarbeit in Standardisierungsgremien: International Electrotechnical Commission (IEC) Technical Committee (TC) 106,[19] TC 61 und International Organization for Standardization (ISO) TS 10974:2018[20]

## Auszeichnungen
- 2011: IEEE Fellow. Laudatio: For contributions to the area of near-field exposures and dosimetry for radiofrequency fields in biomedical research
- 2012: d’Arsonval Award. Höchste Auszeichnung der Bioelectromagnetics Society[21]
- 2014: Institute of Electronics, Information, and Communication Engineers (IEICE) Senior Member[22]

## Veröffentlichungen
- Niels Kuster auf dem Repositorium für Publikationen und Forschungsdaten der ETH Zürich, abgerufen am 30. Juni 2022.
- Niels Kuster auf Google Scholar, abgerufen am 30. Juni 2022.